# Elisabeth-Engelhardt-Literaturpreis
Der Elisabeth-Engelhardt-Literaturpreis wird alle drei Jahre vom Landkreis Roth an Landkreisbürger verliehen, die sich durch besondere literarische Arbeit hervorgetan haben.
Er wurde 1997 von Landrat Herbert Eckstein anlässlich des 25-jährigen Jubiläums des Landkreises Roth gestiftet und ist nach der Schriftstellerin Elisabeth Engelhardt aus Schwanstetten benannt.
Die Fördersumme beträgt 1250 Euro.

## Preisträger
- 1997: Ingeborg Höverkamp
- 2000: Klaus Schamberger
- 2003: Gerd Berghofer
- 2006: Elfriede Bidmon
- 2009: Willi Weglehner
- 2012: Katharina Storck-Duvenbeck
- 2015: Klaus „Billy“ Wechsler[1]
- 2018: Monika Martin[2]
- 2021: Anja Lehmann